# Stagonospora foliicola
Stagonospora foliicola är en svampart som först beskrevs av Giacopo Bresàdola, och fick sitt nu gällande namn av Bubák 1915. Stagonospora foliicola ingår i släktet Stagonospora och familjen Phaeosphaeriaceae.   Inga underarter finns listade i Catalogue of Life.